# Rymki (rejon postawski)
Rymki (biał. Рымкі; ros. Рымки) – wieś na Białorusi, w obwodzie witebskim, w rejonie postawskim, w sielsowiecie Woropajewo.
Znajduje się tu parafialna cerkiew prawosławna pw. Zwiastowania Najświętszej Bogurodzicy z 1880 r.

## Historia
W czasach zaborów w gminie Postawy, w powiecie dzisieńskim, w guberni wileńskiej Imperium Rosyjskiego.
W dwudziestoleciu międzywojennym wieś leżała w Polsce, w województwie wileńskim, w powiecie duniłowickim, od 1926 w powiecie dziśnieńskim, w gminie Postawy, a następnie w gminie Woropajewo.
Według Powszechnego Spisu Ludności z 1921 roku zamieszkiwały tu 244 osoby, 42 były wyznania rzymskokatolickiego, 180 prawosławnego, a 22 mojżeszowego. Jednocześnie 218 mieszkańców zadeklarowało białoruską przynależność narodową, 22 żydowską, a 4 inną. Były tu 44 budynki mieszkalne. W 1931 w 50 domach zamieszkiwały 264 osoby.
Wierni należeli do parafii rzymskokatolickiej w Drozdowszczyźnie i miejscowej prawosławnej. Miejscowość podlegała pod Sąd Grodzki w Postawach i Okręgowy w Wilnie; właściwy urząd pocztowy mieścił się w m. Połowo.
Po agresji ZSRR na Polskę w 1939 roku wieś znalazła się w granicach BSRR. W latach 1941–1944 była pod okupacją niemiecką. Następnie leżała w BSRR. Od 1991 roku w Republice Białorusi.
Do 2009 roku wieś w składzie sielsowietu Bielki.